# Andrea De Nicolao
Andrea De Nicolao (nacido el 21 de agosto de 1991 en Padova, Italia) es un jugador italiano de baloncesto que pertenece a la plantilla del Pallacanestro Cantù de la Serie A2. Con 1.85 de estatura, su posición natural en la cancha es la de base.

## Trayectoria
- Pallacanestro Treviso (2009-2010)
- Castelletto Ticino (2010-2011)
- Pallacanestro Treviso (2011-2012)
- Pallacanestro Varese (2012-2014)
- Scaligera Verona (2014-2015)
- Pallacanestro Reggiana (2015-2017)
- Reyer Venezia Mestre (2017-2024)
- Pallacanestro Cantù (2024-presente)